# Phaeomolis obnubila
Phaeomolis obnubila là một loài bướm đêm thuộc phân họ Arctiinae, họ Erebidae.